# Celastrus vaniotii
Celastrus vaniotii là một loài thực vật có hoa trong họ Dây gối. Loài này được (H.Lév.) Rehder mô tả khoa học đầu tiên năm 1933.